# Немецкий музей горного дела
Немецкий музей горного дела (нем. Deutsches Bergbau-Museum Bochum) — музей горного дела, расположенный в Бохуме (Германия).
В 2012 году музей посетили 365 тысяч человек. Площадь надземной части музея составляет 12 тысяч м², а длина штреков — 2,5 км (850 м которых доступны для посещения).
Горный музей также является научно-исследовательским институтом в области горной археологии и археометрии, и как институт имеет членство в Обществе Лейбница. В архиве музея хранятся документы по истории горного дела.
Попечителями музея являются DMT-Gesellschaft für Lehre und Bildung mbH (DMT-LB) и город Бохум. Бюджет музея в 2013 году составил 10,5 млн евро, из которых по 39% было внесено из федерального бюджета и бюджета земель и по 11% из бюджета города Бохум и DMT-LB. В 2012 году в музее работало 140 сотрудников.